# Phulabani
Phulabani é uma cidade no distrito de Kandhamal, no estado indiano de Orissa.

## Geografia
Phulabani está localizada a 20° 28′ N, 84° 14′ L. Tem uma altitude média de 485 metros (1591 pés).

## Demografia
Segundo o censo de 2001, Phulabani tinha uma população de 33,887 habitantes. Os indivíduos do sexo masculino constituem 53% da população e os do sexo feminino 47%. Phulabani tem uma taxa de literacia de 76%, superior à média nacional de 59.5%: a literacia no sexo masculino é de 83% e no sexo feminino é de 68%. Em Phulabani, 12% da população está abaixo dos 6 anos de idade.